# Filmfare Awards (1957)
4-я церемония награждения Filmfare Awards состоялась 5 мая 1957 года. На ней были отмечены лучшие киноработы на хинди, вышедшие в прокат до конца 1956 года. Фильм «Бубенчики на щиколотках звенят» стал самым победоносным, получив в том числе награду за лучшим фильм 1956 года. «Бубенчики на щиколотках звенят» был представлен в наибольшем количестве номинаций, в четырёх, и победил во всех. За ним следует фильм Бимала Роя — «Девдас» с тремя номинациями, также победивший во всех из них.
Дилип Кумар в третий раз стал победителем в номинации «Лучший актёр», благодаря заглавной роли в фильме «Девдас». Нутан стала лучшей в номинации «Лучшая актриса» в фильме Seema. Виджаянтимала победила в номинации «Лучшая актриса второго плана» с ролью в фильме «Девдас», но отказалась от награды, так как посчитала, что её роль не является второстепенной и была не менее важной ролью, чем другие. Она стала первым победителем, отказавшимся от награды. Также, в следующие годы она стала победительницей в номинации «Лучшая актриса», сыграв в фильме «Садхана», а затем получила ещё две награды в той же категории.
Хотя большинство номинировнных фильмов были выпущены в 1956 году, некоторые фильмы, получившие большинство главных наград, были выпущены в 1955 году. «Девдас», «Бубенчики на щиколотках звенят», Seema и «Господин 420» были сняты в 1955 году, но не участвовали в церемонии награждения 1956 года.

## Награды
| Лучший фильм                                                                           | Лучший режиссёр                                                 |
| -------------------------------------------------------------------------------------- | --------------------------------------------------------------- |
| - «Бубенчики на щиколотках звенят» — Rajkamal Kala Mandir — Раджарам Ванкудре Шантарам | - Раджарам Ванкудре Шантарам — «Бубенчики на щиколотках звенят» |
| Лучшая мужская роль                                                                    | Лучшая актриса                                                  |
| - Дилип Кумар — «Девдас» — Девдас Мукхерджи - Радж Капур — «Бодрствуйте!» — крестьянин | - Нутан — Seema в роли Гаури                                    |
| Лучшая мужская роль второго плана                                                      | Лучшая женская роль второго плана                               |
| - Мотилал — «Девдас» в роли Чунни Бабу - Джонни Уокер — «Детектив» в роли Мастера      | - Виджаянтимала — «Девдас» в роли Чандрамукхи                   |

## Технические награды
| Лучшая музыка к песне                                            | Лучший сюжет                                      |
| ---------------------------------------------------------------- | ------------------------------------------------- |
| - Шанкар-Джайкишан — «Тайком от всех» - О. П. Найар — «Детектив» | - Амия Чакраварти — Seema                         |
| Лучший монтаж                                                    | Лучшую операторскую работу                        |
| - Г. Г. Майекар — «Господин 420»                                 | - Радху Кармакар — «Господин 420»                 |
| Лучшая работа художника-постановщика                             | Лучший звук                                       |
| - Кану Десаи — «Бубенчики на щиколотках звенят»                  | - А. К. Пармар — «Бубенчики на щиколотках звенят» |

## Наибольшее количество номинаций и побед
| Фильм                          | Награда | Номинации |
| ------------------------------ | ------- | --------- |
| Бубенчики на щиколотках звенят | 4       | 4         |
| Девдас                         | 3       | 3         |
| Seema                          | 2       | 2         |
| Господин 420                   | 2       | 2         |
| Детектив                       | 0       | 2         |